# Lydia Wevers
Lydia Joyce Wevers, née le 19 mars 1950 à Hengelo aux Pays-Bas et morte le 4 septembre 2021 à Wellington, est une écrivaine, historienne littéraire, critique littéraire et éditrice néo-zélandaise.
Elle est chercheuse à l'université Victoria de Wellington pendant de nombreuses années, notamment en tant que directrice du Stout Research Center for New Zealand Studies de 2001 à 2017. Ses recherches universitaires se concentrent sur la littérature néo-zélandaise et la culture imprimée, ainsi que sur la littérature australienne. Elle écrit trois livres, Country of Writing: Travel Writing About New Zealand 1809-1900 (2002), On Reading (2004) et Reading on the Farm: Victorian Fiction and the Colonial World (2010), et édite plusieurs anthologies.

## Biographie

### Jeunesse et études
Wevers naît à Hengelo, aux Pays-Bas, le 19 mars 1950, de Mattheus et Joyce Wevers. Son père est architecte et elle a quatre frères, dont le diplomate Maarten Wevers,. La famille déménage en Nouvelle-Zélande en 1953 et Wevers obtient la nationalité néo-zélandaise l'année suivante. Elle grandit à Masterton et se découvre une passion pour la lecture lorsqu'elle est enfant, déclarant plus tard : « Quand j'étais enfant, il devait y avoir une règle spéciale pour moi à la bibliothèque publique de Masterton qui disait que je pouvais emprunter 12 livres à la fois. au lieu des deux habituels ». Elle fréquente la St Matthew's Collegiate School, où elle est préfète en chef et dux. Elle est la seule étudiante de son année scolaire à fréquenter l’université.
Elle obtient un diplôme de premier cycle de l'université Victoria de Wellington, suivi d'une maîtrise au St Anne's College d'Oxford en 1973 grâce à une bourse du Commonwealth pour deux ans,.

### Début de carrière
De retour en Nouvelle-Zélande, elle devient maître de conférences en littérature de la Renaissance à l'université Victoria de Wellington et développe en parallèle son expertise en littérature néo-zélandaise,,. Sa thèse de doctorat, achevée en 1990, porte sur l'histoire de la nouvelle en Nouvelle-Zélande. En 1988, elle édite Yellow Pencils: Contemporary Poetry by New Zealand Women, l'une des premières anthologies de poésie néo-zélandaise écrite par des femmes. Comparée à une anthologie de 1977 éditée par Riemke Ensing, elle est décrite par The Oxford Companion to New Zealand Literature comme possédant « une meilleure gamme de thèmes, une cohérence de réalisation et un espace plus généreux ».
Au début de sa carrière, Wevers vit en Australie et travaille à l'université de Nouvelle-Galles du Sud et à l'université de Sydney, où elle développe un intérêt pour la littérature australienne. Au début des années 1980, elle rencontre la chercheuse australienne Elizabeth Webby et s'engage dans l'Association pour l'étude de la littérature australienne (ASAL). Avec Webby, elle édite les deux premières anthologies d'histoires d'écrivaines australiennes et néo-zélandaises : Happy Endings : Stories by Australian and New Zealand Women, 1850s-1930s en 1987 et Goodbye to Romance : Stories by Australian and New Zealand Women 1930s.-1980s en 1989. En 2009, elle présente la conférence commémorative Dorothy Green lors d'un événement organisé par l'ASAL, intitulé The View From Here: Readers and Australian Literature. Elle entame sa prise parole en plaisantant : « Je suis une lectrice néo-zélandaise de littérature australienne. Cela fait de moi à peu près une catégorie. La catégorie inverse, une lectrice australienne de littérature néo-zélandaise, est également une bête rare, même s'il existe peut-être un lien. ». En 2012, elle organise et dirige une conférence ASAL à Wellington, la première et la seule conférence de l'association en dehors d'Australie.
Son chapitre « The Short Story » dans The Oxford History of New Zealand Literature in English, édité en 1991 par Terry Sturm est la première étude académique sur l'histoire des nouvelles néo-zélandaises. Cela fait suite à sa thèse de doctorat, The History of the Short Story in New Zealand, réalisée en 1990.

### Suite de sa carrière
De 1998 à 2001, elle est associée de recherche principale à l'université Victoria et chercheuse principale pour un projet sur l'histoire de la culture de l'imprimé,. Cette recherche conduit à son ouvrage historique Country of Writing: Travel Writing About New Zealand 1809–1900, écrit en 2002 et à une anthologie complémentaire Travelling to New Zealand: An Oxford Anthology (2000). En 2002, elle fonde le Journal of New Zealand Studies, une revue multidisciplinaire à comité de lecture rédigeant des articles axés sur la Nouvelle-Zélande,. En 2004, son essai On Reading, commandé par Lloyd Jones, est publié dans le cadre de la série d'essais Montana Estates,. Elle ouvre son essai en écrivant :

« Je souffre d'une maladie, une maladie qui n'a ni remède, ni limite, ni fin. C'est compulsif, cher, dévorant et addictif, cela remplit ma maison, ma vie et mon temps – je fais bien sûr référence à la lecture. »

Elle contribue à la Te Ara Encyclopedia of New Zealand depuis sa création en 2005, y rédigeant notamment la section sur la fiction. En 2010, elle publie Reading on the Farm: Victorian Fiction and the Colonial World, une exploration de l'histoire de la bibliothèque victorienne de 2 000 volumes de Brancepeth Station. John McCrystal, dans une critique du New Zealand Herald, décrit le livre comme un « petit joyau d'histoire sociale », avec lequel Wevers réalise « un travail merveilleux en évoquant le monde de ceux qui vivaient et travaillaient à Brancepeth à la fin du XIXe siècle ».
Elle est directrice du Stout Research Center for New Zealand Studies à l'Université Victoria de 2001 à 2017,. Au moment où Wevers est nommée directrice à temps partiel, l'université envisage la fermeture du centre, et c'est grâce à ses efforts que celui-ci devient partie intégrante de l'université, obtenant du personnel supplémentaire et tissant des liens avec d'autres instituts de recherche,. Dans ce rôle, elle encadre de nombreuses jeunes universitaires et des étudiantes maories et soutient l'unité de recherche sur le Traité de Waitangi. Après sa retraite en 2017, elle est nommée professeur émérite et continue à s'engager dans de nombreux projets universitaires et travaux d'enseignement,,. Avec Charlotte Macdonald, elle anime une série de conférences intitulée « Butcher's Shop » en 2017, explorant les principales industries néo-zélandaises telles que la viande et les produits laitiers,,. La même année, Maria Bargh et elle publient New Zealand Landscape as Culture, un cours en ligne en libre accès sur la plateforme edX présentant le concept de Mātauranga Māori (en), qui est décrit comme le premier MOOC de Nouvelle-Zélande,,. En septembre 2020, elle dénonce la division au sein de l'université « poussée à son paroxysme en partie par le Covid, et en partie par ce sentiment croissant et avéré qu'a le personnel de ne pas faire confiance à la haute direction ».
Au cours de sa carrière, Wevers est également vice-présidente du Conseil du livre de Nouvelle-Zélande, présidente du comité des écrivains et des lecteurs du Festival des arts de Nouvelle-Zélande et présidente du conseil d'administration du Wellington College,. Elle est présidente des administrateurs de la Bibliothèque nationale de Nouvelle-Zélande et devient en 2003 la première présidente des Kaitiaki Guardians of the National Library. Le 28 juin 2018, elle prononce une conférence lors du lancement des célébrations du centenaire de la Bibliothèque nationale, s'emparant du thème de l'histoire de la bibliothèque et du collectionneur de livres Alexander Turnbull,. Elle est membre du jury de sélection des Arts Foundation of New Zealand Laureate Awards en 2001, du Marsden Fund Council de la Société royale de Nouvelle-Zélande, du Arts Board du Conseil des arts de la Nouvelle-Zélande, du jury de sélection des Prix du Premier ministre pour l'excellence littéraire en 2019, et du conseil d'administration ud Musée d'art et d'histoire de Wairarapa à Aratoi, pendant huit ans,. Elle fait la critique de livres pour l'émission Nine to Noon sur Radio New Zealand et The New Zealand Listener, ainsi que pour d'autres magazines, journaux et revues littéraires.

## Vie privée
Jusqu'à sa mort, Wevers vit à Wellington et est mariée au fonctionnaire et diplomate Alastair Bisley. Ils ont deux fils et une fille. Lors de la cérémonie de décoration du Nouvel An 2017, il est nommé Compagnon du Queen's Service Order par la reine Élisabeth II, pour services rendus à l'État.
Wevers meurt chez elle le 4 septembre 2021, et est enterrée au cimetière de Makara.

## Récompenses et distinctions
Wevers est nommée officier de l'Ordre du mérite néo-zélandais pour services rendus à la littérature lors de la cérémonie de décoration de l'anniversaire de la reine Élisabeth II en 2006. Elle est membre honoraire à vie de l'Association pour l'étude de la littérature australienne et membre du Stockholm Collegium of World Literary History. En 2010, elle reçoit une bourse d'invitation Fulbright de la part de l'université de Georgetown à Washington, où elle se rend pour étudier la relation entre la littérature néo-zélandaise et américaine et dispense un cours sur la littérature néo-zélandaise moderne.
En 2014, la Société royale de Nouvelle-Zélande décerne à Wevers le prix Pou Aronui pour services distingués rendus aux sciences humaines. Le jury de sélection la décrit comme une « championne infatigable et efficace de la littérature, de l'histoire, de la pensée et de la culture néo-zélandaises ». En 2017, elle est citée parmi les « 150 femmes en 150 mots » de l'académie.
D'avril à juin 2022, l'université Victoria organise une série de séminaires en l'honneur de Wevers. Ils sont axés sur la lecture en Nouvelle-Zélande et les intervenants comprennent Ingrid Horrocks, Tina Makereti, Anna Fifield, Kate De Goldi, Dougal McNeill, Fergus Barrowman[pertinence contestée] et un certain nombre d'autres écrivains et experts littéraires. Lors de la dernière soirée de la série, il est annoncé qu'une bourse de 33 000 livres néo-zélandaises sera attribuée chaque année à un étudiant de troisième cycle effectuant des recherches sur la Nouvelle-Zélande.